# Teatro Verdi (Terni)
Il Teatro Verdi era un teatro italiano, sito nella città di Terni. Un tempo si trattava del principale teatro cittadino all'interno del quale si svolgevano spettacoli di lirica, prosa e danza.

## Storia

### Le origini del teatro di Terni
Nel XIII secolo, il libero Comune di Terni decise di costruire un palazzo per ospitare il magistrato municipale e i priori che da tempo si riunivano nella chiesa di San Francesco o nell'abitazione di qualcuno tra loro. Si acquistarono così alcune casupole nel rione Fabri. Al loro posto, una volta demolite, fu costruito il Palazzo dei Priori, che sorgeva così lungo la strada principale della città, la Flaminia, oggi è Corso Vecchio. Dopo qualche tempo il municipio della città si spostò nell'adiacente seicentesco Palazzo Carrara, mentre il Palazzo dei Priori venne abbandonato e in seguito utilizzato addirittura come forno pubblico cittadino, chiamato Forno del Pan Venale. Quando questo venne chiuso, lo stabile rimase inutilizzato per lungo e si pensò a un suo recupero. Ci si rese conto che il cosiddetto Teatro dell’Accademia dei Costanti, costruito nel 1661, chiamato nel 1736 Nobile Teatro Ternano e dal 1859 Teatro Goldoni, era divenuto insufficiente per la popolazione che stava crescendo, ma soprattutto lo si volle chiudere per l'elevato pericolo d'incendi a causa del vetusto impianto d'illuminazione e della costruzione che era interamente di legno. 

### La costruzione del teatro
A inizio Ottocento, in un clima di grande fervore nazionale per l'elezione al soglio pontificio di Pio IX, ci si rese conto della necessità di avere un teatro che si potesse definire tale, secondo il gusto dell'epoca, moderno e funzionale, atto a ospitare grandi produzioni di opere liriche, balletti e prosa, seguendo la moda del tempo ma soprattutto il crescente diffondersi di nuove opere che mettevano in competizione città e paesi d'Italia che miravano a portarle in scena prima di altri. Grazie alla lungimiranza dello Stato Pontificio si pensò di inserire il nuovo teatro all'interno del tessuto cittadino e si considerò l'ipotesi di costruirlo lungo l'antica Via Flaminia che al tempo attraversava la città passando per l'antico Ponte Romano al Forte del Cassero, con la cosiddetta Porta Romana, fino a Porta Spoletina. Si pensò dunque di ricavarlo dall'antico Palazzo dei Priori intervenendo su quell'antica costruzione per dotarsi di una struttura che fosse consona alla città; poiché però l'edificio era ormai abbandonato e completamente fatiscente fino alle sue fondamenta, fu interamente demolito, ma se ne recuperò qualche elemento architettonico come la scalinata esterna. 
La costruzione del nuovo teatro fu affidata a Luigi Poletti, Architetto Pontificio dei Sacri Palazzi Apostolici, che a Roma si era occupato della ricostruzione della Basilica di San Paolo fuori le mura, senza considerare numerosi e altri importanti interventi. Fu il primo teatro all'italiana che il Poletti realizzò nello Stato Pontificio, seguito dal Teatro Galli di Rimini (ricostruito dalle sue ceneri e riaperto nell'ottobre 2018) inaugurato nel 1857, e dal Teatro della Fortuna di Fano (anche questo ricostruito su progetto del Poletti e riaperto nel 1998) inaugurato nel 1863. Per la costruzione del teatro di Terni, Poletti vinse la concorrenza di un architetto perugino e la posa della prima pietra avvenne nel 1840 alla presenza dell’architetto nonché direttore dei lavori. Il teatro fu infine inaugurato il 12 agosto 1849 con il nome di Nuovo Teatro o Teatro Comunale, scritto anche sul timpano del pronao, con la messa in scena delle opere “Giovanna D’Arco” e “Saffo” di Giovanni Pacini. Dal libro "Terni" di G. Bergui per la collana “Latina Gens” del 1931, nel capitolo specifico dedicato al teatro comunale cittadino, sappiamo che in occasione dell'inaugurazione il sipario era stato dipinto con una scena dell'opera "Saffo", in seguito tolto e sostituito con un altro in velluto come da consuetudine; quello della Saffo fu probabilmente custodito all'interno del teatro o nella pinacoteca comunale. All'epoca il teatro poteva contenere novecento persone. 
Dal 1849, per ben undici anni, il Teatro Comunale di Terni rimase sotto lo Stato Pontificio fino a quando, nel 1860, anche Terni non fu annessa al Regno d'Italia. Ciononostante, il Teatro Comunale non perse di lustro, anzi, in anticipo rispetto ad altre città italiane, vi passavano le prime di molte rappresentazioni teatrali come le opere liriche di Giuseppe Verdi. Si immagini dunque quanta importanza potesse avere questo teatro di provincia nel XIX secolo. Al fine di controllare l'adeguato andamento artistico, all'epoca vi era addirittura una deputazione nominata ogni cinque anni dal podestà. Il Comune all'epoca stanziava una somma per sovvenzionare il principale spettacolo lirico della stagione, in quota con i proprietari dei palchetti (palchettisti), perché come in ogni teatro che si rispetti, all'epoca i palchetti erano acquistati in "possesso condominiale"; nello specifico i palchetti erano di quelle persone che all'epoca avevano contribuito con delle quote alla costruzione del teatro. Il palchetto passava poi di generazione in generazione. 
Passarono cinquant'anni per la prima ristrutturazione del teatro di Terni voluta dall'amministrazione comunale nel 1893, che dotò la struttura di una torre scenica in muratura, antistante al palcoscenico, nel quale furono ricavati i camerini per gli artisti poiché fino ad allora si trovavano dietro le quinte ed erano ricavati in ingombranti strutture di legno in fondo al palcoscenico.

### Il teatro nel Novecento
Il teatro fu protagonista nel 1908 di una nuova ristrutturazione che portò all'ampliamento del palcoscenico e all'adeguamento dell'impianto elettrico che era stato uno dei primi impianti elettrici teatrali attuati, non solo in Terni ed in Italia, bensì in Europa.
Fu proprio in quell'anno che il Teatro Comunale prese la denominazione di "Giuseppe Verdi", inaugurando la nuova stagione e il nuovo teatro del 1908 con la rappresentazione dell'Otello, penultima opera del compositore morto solamente otto anni prima. Nel 1927 la città fu elevata a capoluogo di provincia.
Nel 1930 si ebbe un restauro generale del teatro che apportò miglioramenti a tutta la struttura per la quale, addirittura, si lamentava l'esigua capienza che si ricorda era appena 900 posti circa. Furono eseguiti numerosi ritocchi in tutte le sale del teatro, dalla cavea dell'orchestra, all'ingresso coi locali di guardaroba, biglietteria e buffet nel foyer, dal restauro del velario, all'adeguamento dei servizi igienici e degli impianti elettrici, idraulici, di riscaldamento e di ventilazione. Anche in questo caso avvenne una nuova inaugurazione e la stagione si aprì l’8 ottobre 1930 con la prima di Turandot di Giacomo Puccini rappresentata per la prima volta qualche anno prima, nel 1926, al Teatro alla Scala di Milano. 
Il Teatro continuò a funzionare sino alla seconda guerra mondiale per poi essere irreparabilmente danneggiato durante i bombardamenti che rasero quasi al suolo l'intera città, facendo perdere buona parte dei palazzi storici di Terni. Tutto andò distrutto, le bombe non risparmiarono il Verdi al cui posto rimase una voragine che fece andare in fumo stucchi, decori e affreschi originali. Si salvarono muri perimetrali e la facciata con la sua scalinata antica.

### Il dopoguerra e la ricostruzione
Nell'immediato dopoguerra avvenne la ricostruzione della città ma non si pensò di tenere conto d'uno stile artistico che mirasse a conservare le tracce d'un importante passato medievale, quanto più di una ricostruzione facile e veloce che portasse a riavere più palazzi e più abitazioni nel minor tempo possibile. Fu così che anche il Teatro Verdi dovette subire questa ricostruzione secondo lo stile contemporaneo dell'epoca: pur ripristinando l’originario pronao neoclassico, avvenne una ricostruzione che mantenne sì le murature perimetrali polettiane, ma l’interno fu completamente modificato inserendo grandi strutture di platea e galleria in cemento armato, per un totale di circa mille posti a sedere, per l’adattamento a cinema cittadino dal Lucioli che godette per cinquant'anni della concessione del teatro fatta a lui dal comune. Rimase in funzione dal 1947 con un cartellone costituito principalmente di prosa, una delle tante sedi del Teatro Stabile dell'Umbria, con capienza e fruibilità sempre decrescenti sino al 2009, allorché fu dichiarato inagibile per una inadeguatezza rispetto alle caratteristiche funzionali e strutturali prescritte dalle normative vigenti per i locali di pubblico spettacolo, senza contare inidoneità dai punti di vista strutturale – antisismico e prevenzione incendi; salubrità, accessibilità e requisiti igienico-sanitari di un edificio pubblico. Fu pertanto chiuso al pubblico e a oggi risulta inaccessibile.

## Dalla chiusura ai giorni d'oggi
Nel gennaio 2010 crollò una parte del controsoffitto del pronao del teatro, cosa che fece mobilitare molti cittadini e molte associazioni ternane, fra le quali anche Casapound che appose uno striscione con la scritta “La città cade a pezzi. Vergogna” fra le colonne dell'ingresso. Nel frattempo tutti gli eventi culturali della città furono spostati al Teatro Secci, inaugurato il 22 maggio 2010, ricavato negli spazi del vecchio stabilimento chimico della SIRI, riutilizzato come spazio culturale col nome di CAOS (Centro Arti Opificio Siri). Da quel momento in poi tutti gli spettacoli, più o meno importanti, ivi compresi quelli degli allievi dell'importante Istituto Superiore di Studi Musicali Giulio Briccialdi, hanno trovato spazio solo ed esclusivamente al Secci la cui capienza è però limitata a soli 301 posti. Altri piccoli teatri di Terni, situati uno a Palazzo Primavera, l'altro a Palazzo Gazzoli, hanno anch'essi capienza assai limitata e dunque sono sempre risultati poco adatti a spettacoli di grande richiamo.
Si provvide immediatamente alla messa in sicurezza della struttura da parte dell'allora amministrazione comunale, senza avere la benché minima idea su cosa fare del teatro. La facciata del teatro, col pronao, venne sistemata, rafforzata sostituendo gli elementi portanti in legno già esistenti con i nuovi in legno lamellare, puntellando, perforando e inserendo travi in acciaio atte al momentaneo sostegno della struttura muraria superiore. Scalinate e colonne furono ripulite e sbiancate, mentre i muri furono tinteggiatati a nuovo. Furono interventi di messa in sicurezza, consolidamento al foyer e al pronao, valorizzando la facciata con una adeguata illuminazione, ma con l'intera struttura non si fece niente.
Fu così che mentre da un lato si pensava a un recupero e a un rimodernamento dei locali, dall'altro associazioni, appassionati e nostalgici iniziarono a pensare a una ricostruzione storica dell'originale del Poletti, prendendo a modello l'idea di ricostruire il Teatro Galli di Rimini com'era stato concepito in origine. Nel 2012, seguendo questa linea, il direttore d'orchestra Carlo Palleschi, in un intervento sulla stampa locale, spiegò come fosse culturalmente doveroso puntare sul ripristino dell’antico teatro all'italiana del Poletti e non solo per ragioni di decoro storico, ma anche e soprattutto per motivi tecnici di acustica; anche l’architetto Pierluigi Cervellati, coordinatore del progetto di ripristino storico del Teatro Galli di Rimini, si mosse affinché il Verdi fosse recuperato nella sua struttura originaria pensata da Poletti. E mentre a Rimini si provvedeva a trovare fondi e a incominciare una ricostruzione, a Terni il teatro rimaneva ancora chiuso. Il Comune fece uscire il progetto per un ipotetico recupero, in chiave moderna, dell'intero auditorium - con un ipotetico allargamento del palcoscenico, la modifica della torre scenica - che però non ebbe seguito in tutti gli anni successivi. In tutto questo, nell'ottica di una ricostruzione o di un recupero in chiave moderna, la famiglia Moschin, che a Terni aveva una scuola di recitazione, non fu minimamente coinvolta. Anche l'architetto Mario Botta, durante la sua visita al cantiere del teatro in occasione di una conferenza illustrativa sui suoi lavori tenutasi a palazzo Gazzoli, si disse favorevole a una ricostruzione progettando una bozza fatta pervenire al Comune di Terni mai presa in considerazione. 
Per richiamare l'attenzione delle associazione sull'abbandono del teatro, molte associazioni si mobilitarono facendo spettacoli davanti alle colonne e alle porte chiuse del Verdi, come quando nel 2013, in seguito al restauro della facciata, furono lasciati tre fantocci nei panni di colorate maschere, uno dei quali era proprio Arlecchino appoggiato a una colonna, le altre due gettate morte sulle scalinate con su scritti alcuni passaggi delle opere teatrali di William Shakespeare, segno della morte della cultura. In quei giorni anche il maestro Gabriele Gandini musicista, compositore e direttore d'orchestra, rilasciò un'intervista sulle pagine de "La Nazione - Umbria" in merito al dibattito sul Teatro Verdi per far comprendere quanto, invece di discutere sulla ricostruzione storica o sulla realizzazione di un teatro moderno, fosse più giusto pensare a come costruirlo in un'ottica futura per l'ospitalità di ogni genere di spettacolo, dunque ragionando anche sulle necessità artistiche e architettoniche. L'Associazione Culturale Terni Città Futura, fin dai primi giorni di chiusura del Verdi, si mobilitò sempre affinché si puntasse su di un progetto di altro profilo, trovando anche finanziatori privati che in cambio delle spese sostenute potessero ottenerne parzialmente o totalmente la gestione. Ma senza fondi il Comune e le associazioni purtroppo non poterono far niente. Il 14 dicembre 2013 si tenne a Terni, nella sala blu di Palazzo Gazzoli, un convegno indetto dall'associazione Ternideale per la ricostruzione del Teatro Verdi che però non ebbe molto seguito e rimase inascoltato. L'ipotesi di un recupero della struttura risulta da sempre molto costoso. 
A inizio 2014 si tenne un sopralluogo al teatro da parte del Comune per appurare lo stato dello stabile e approvare il primo stralcio dei lavori di consolidamento statico e adeguamento funzionale, un progetto che molti consiglieri videro addirittura solo pochi giorni prima dell'approvazione della delibera. Molte anche in quel caso furono le idee, come ad esempio l'installazione di un nuovo impianto di riscaldamento con bocchette dell'aria sistemate sotto le poltroncine, una nuova camera acustica e il rifacimento di parte della galleria per realizzare nuove cabine tecniche. Ma soprattutto l'abbattimento e la ricostruzione della torre scenica sulla quale si pensò di realizzare una terrazza o addirittura un ristorante, a servizio tanto degli attori quanto del pubblico. Si optò dunque per una riedizione del cinema-teatro, ma ovviamente anche in questo caso non si fece nulla. Il progetto fu anche appaltato per poi essere bloccato. 
L'idea di una ricostruzione del Poletti non fu presa minimamente in considerazione poiché: "Al di là dei costi di restauro ed allestimento, e dei problemi di visibilità che comporterebbe un teatro all’italiana, c’è da dire che non rispetterebbe la normativa dei giorni nostri. Per legge, sono previsti corridoi di distribuzione e uscite di sicurezza che in quel caso non potrebbero essere realizzati", come disse alla stampa locale l'architetto di Milano, Luisella Pennati, esperta in architettura e meccanica scenica, che partecipò al sopralluogo. L'associazione Ternideale, però, presentò un progetto di restauro polettiano con annesso upgrade tecnologico e relativa gestione. In tutta questa querelle, a fine 2014 fu realizzato un progetto virtuale (realizzato dall'ingegnere Simone Monotti e dall'architetto Mario Basso) per far capire com'era il Verdi polettiano e come poteva essere. 
Nel 2015 l'Associazione Culturale Terni Città Futura si mosse in favore del Verdi mediante il bando indetto da Renzi e dal Ministero dei Beni Culturali che, grazie alla segnalazione di privati, stanziava 150 milioni di euro per il recupero dei luoghi dimenticati. La raccolta firme da loro indetta raggiunse ben 2 000 sottoscrizioni dei cittadini, ma non riuscì a raggiungere il numero necessario per essere preso in considerazione. 
Il 22 gennaio 2016, a circa cinque anni dalla chiusura del Verdi, sembrò che qualcosa si fosse mosso in direzione della ricostruzione del Poletti, giacché l'assessore alla cultura del Comune di Terni, Giorgio Armillei, fece visita al Teatro della Fortuna di Fano per comprenderne le modalità di gestione e i percorsi seguiti dall'amministrazione comunale marchigiana per giungere al suo splendente restauro. Ma anche qui, nonostante un progetto di restauro che prevedeva il consolidamento e la riproposizione strutturale del cinema-teatro nella versione post-guerra, non ci fu un seguito considerando che per questo adeguamento servivano 11 milioni di euro. Si era pensato nuovamente a una demolizione della torre scenica, allargandola notevolmente sul retro verso largo Sant'Agape, dotandola di ben quattro piani per camerini, servizi e anche un ristorante.

Nel 2017 il Teatro Verdi era ancora chiuso anzi si pensò addirittura di abbatterlo. Nel frattempo si venne a creare il “Comitato civico Pro Teatro Verdi”, composto da cittadini di Terni, animati dalla volontà di contribuire a restituire alla città il suo tempio della cultura, con il fine di facilitare le operazioni di ristrutturazione dello storico teatro, promuovendo al contempo la sua riapertura. Organizzarono addirittura un flash-mob che si mosse da piazza San Francesco fino al Verdi, fra canti, musica, danze e spettacoli di recitazione con lo slogan «Una città senza teatro è un inceneritore di sogni». In occasione della visita di Vittorio Sgarbi a Terni durante i vari convegni tenutisi presso l'Archivio di Stato riguardanti l'ipotetica visita di Leonardo da Vinci alla Cascata delle Marmore gli fu chiesto cosa ne pensasse della situazione del Verdi, e lui si mostrò più propenso al rispetto dell'idea originaria del Poletti come unica soluzione degna, diversamente gli artefici sarebbero «nazisti e assassini, criminali che odiano la loro città. [...] qualunque progetto che sia estraneo ad una ricostruzione fedele rispetto al Poletti, è un progetto criminale!». In seguito a questa, un numeroso gruppo di progettisti (architetti e ingegneri) di Terni si inserirono nel dibattito e inviarono una lettera aperta all'Amministrazione comunale perorando la causa del recupero filologico della struttura, seguita da una raccolta di firme indetta dal "Comitato civico pro Teatro Verdi" che superò le 500 sottoscrizioni. In commissione consiliare si tornò a parlare del progetto di restauro dopo la discussione avvenuta durante un consiglio comunale straordinario per il quale si mobilitò anche il Movimento 5 stelle. Nodo del contendere, ancora una volta, fu la tipologia del restauro e la fattibilità o meno di tornare ad avere a Terni un teatro all’italiana, con platea e palchetti, come era nel progetto iniziale del Poletti. Molti pareri i contrari alla ricostruzione fecero forza sul fatto che la città di Terni aveva da sempre una vocazione alla modernità, gridando al "falso storico" nonostante il Teatro la Fenice di Venezia, il Teatro Galli di Rimini o il Teatro Petruzzelli di Bari fossero stati ricostruiti partendo da zero, praticamente dalle loro ceneri come fu per il Verdi. In quei giorni, il consigliere di "I love Terni", Enrico Melasecche, oggi assessore, spinse sul recupero del progetto originario di Luigi Poletti facendo affidamento su un ipotetico contributo della Fondazione Carit.

Il Gran Teatro La Fenice di Venezia
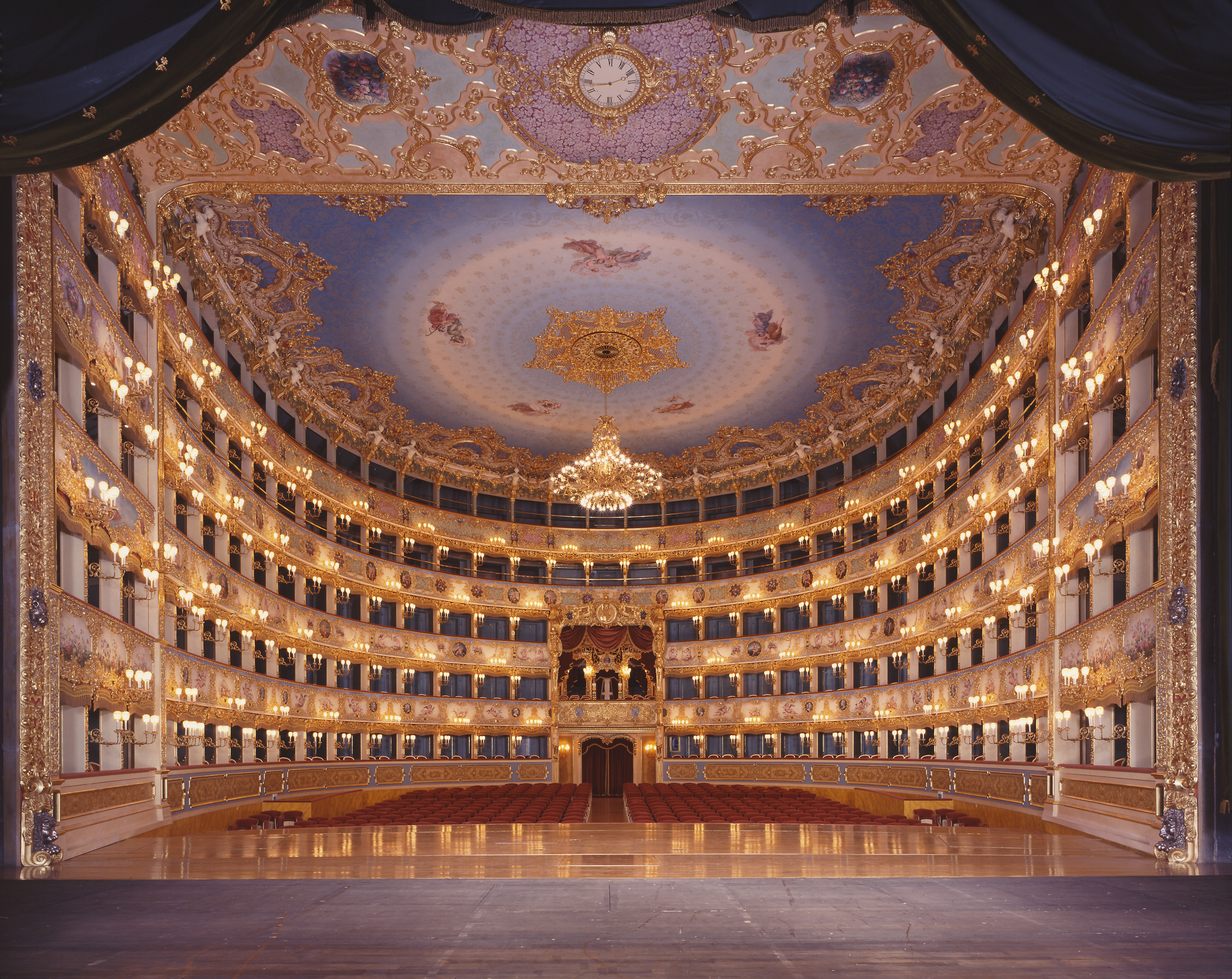
Il Gran Teatro La Fenice di Venezia nella sua ricostruzione di com'era prima dell'incendio che lo distrusse totalmente nel 1996.
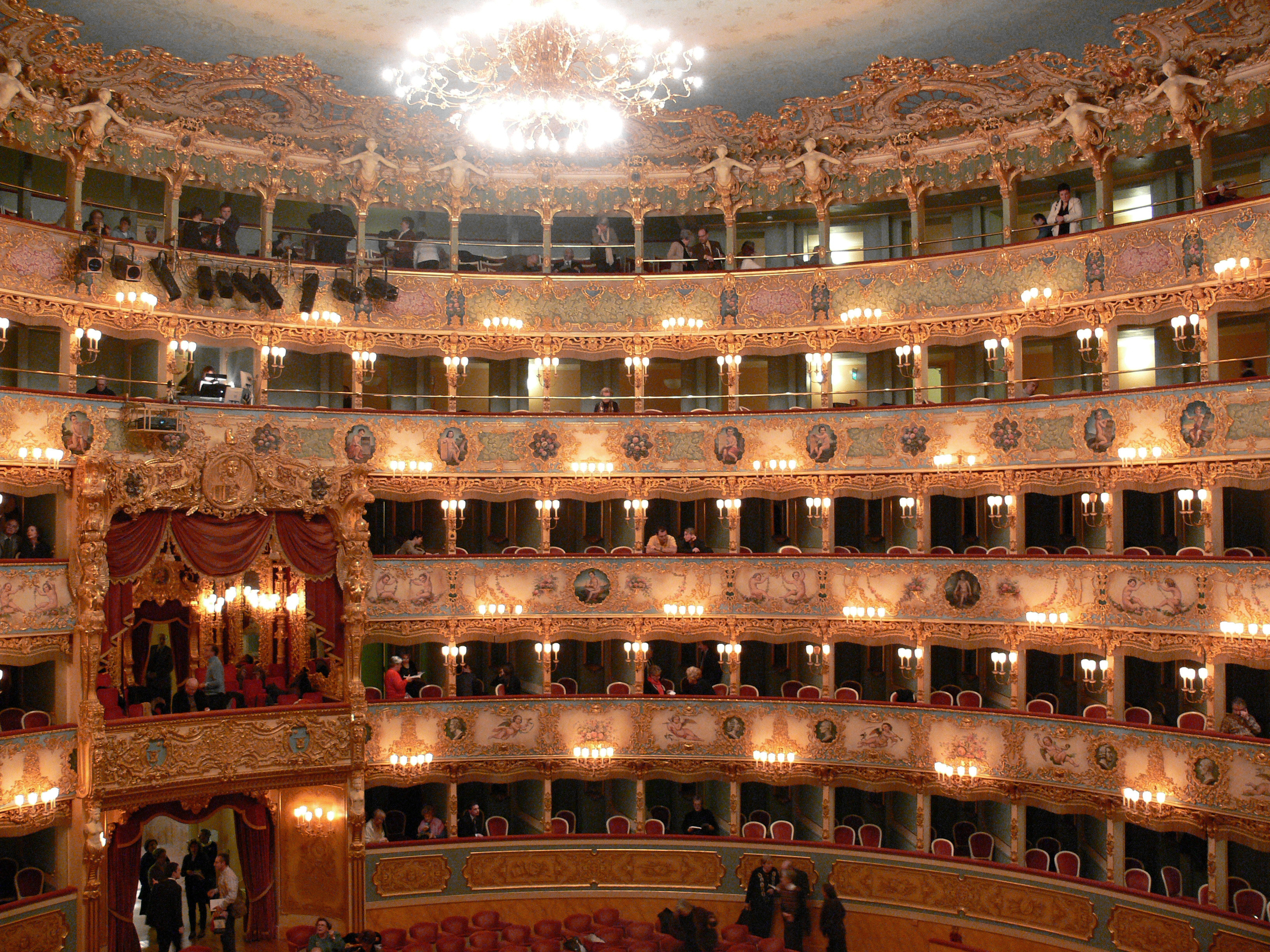
L'interno del Teatro La Fenice di Venezia
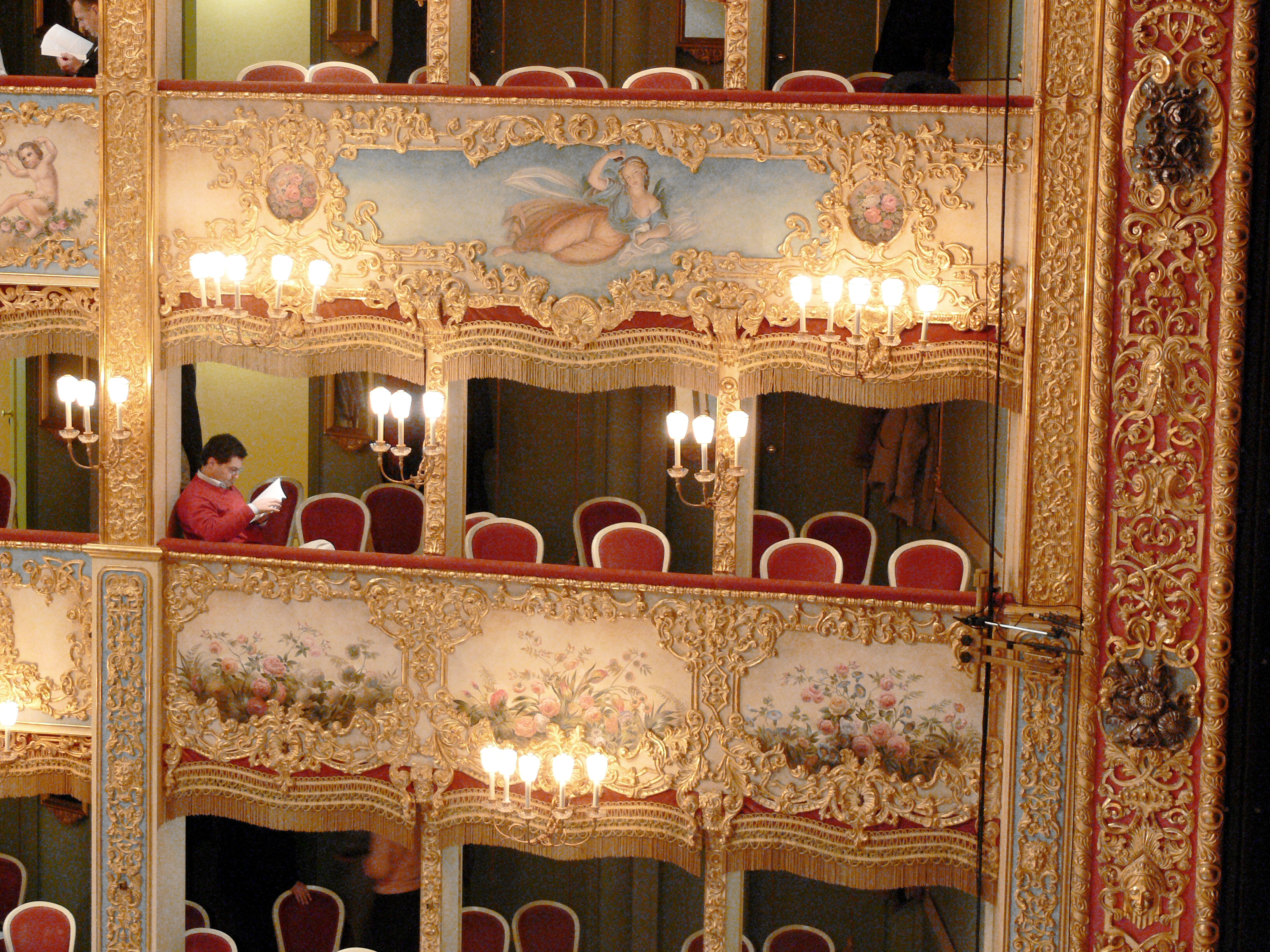
Particolare dei palchetti ricostruiti com'erano prima dell'incendio che li distrusse nel 1996
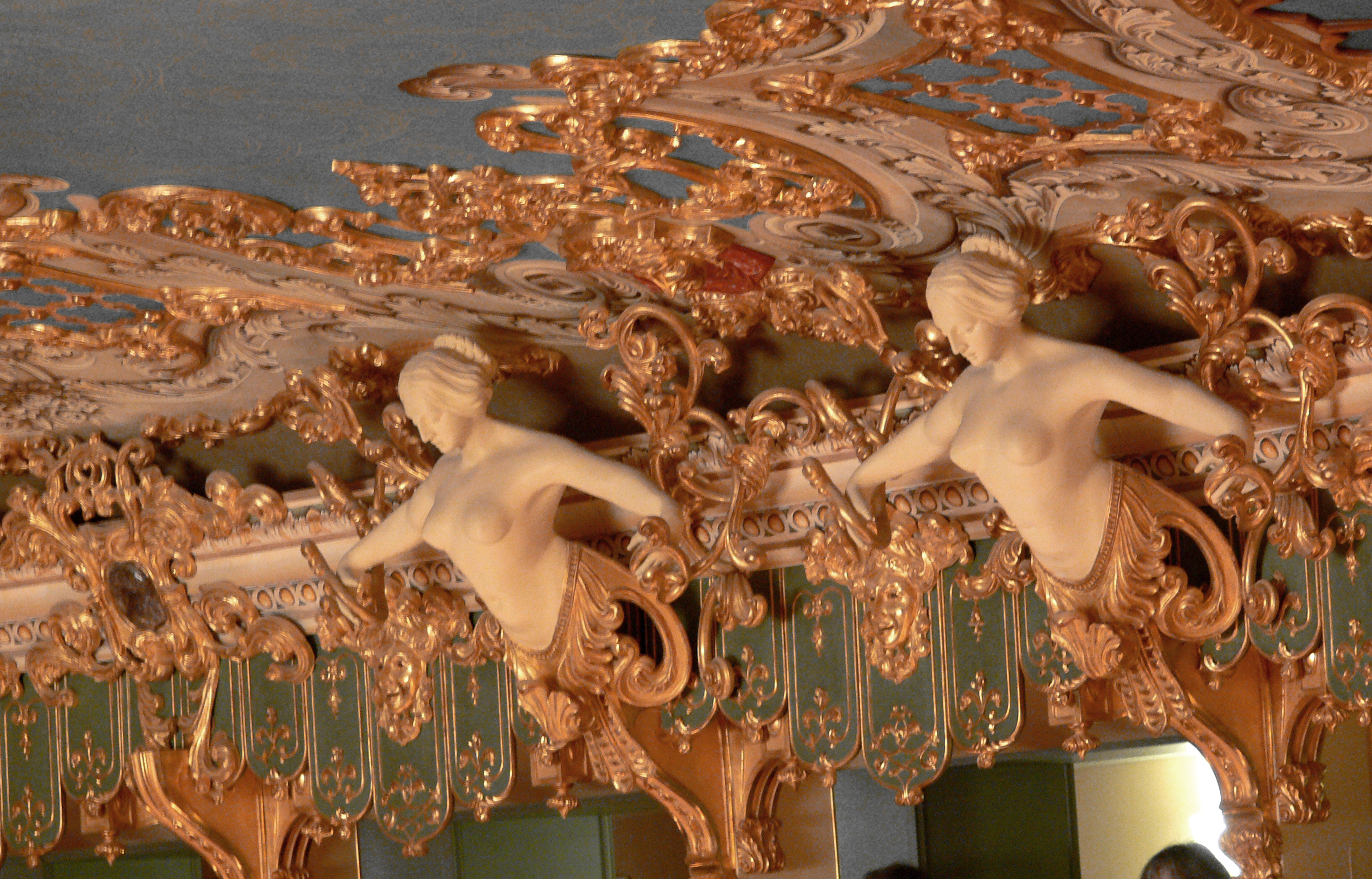
I decori del soffitto del Teatro La Fenice di Venezia

Teatro Petruzzelli di Bari
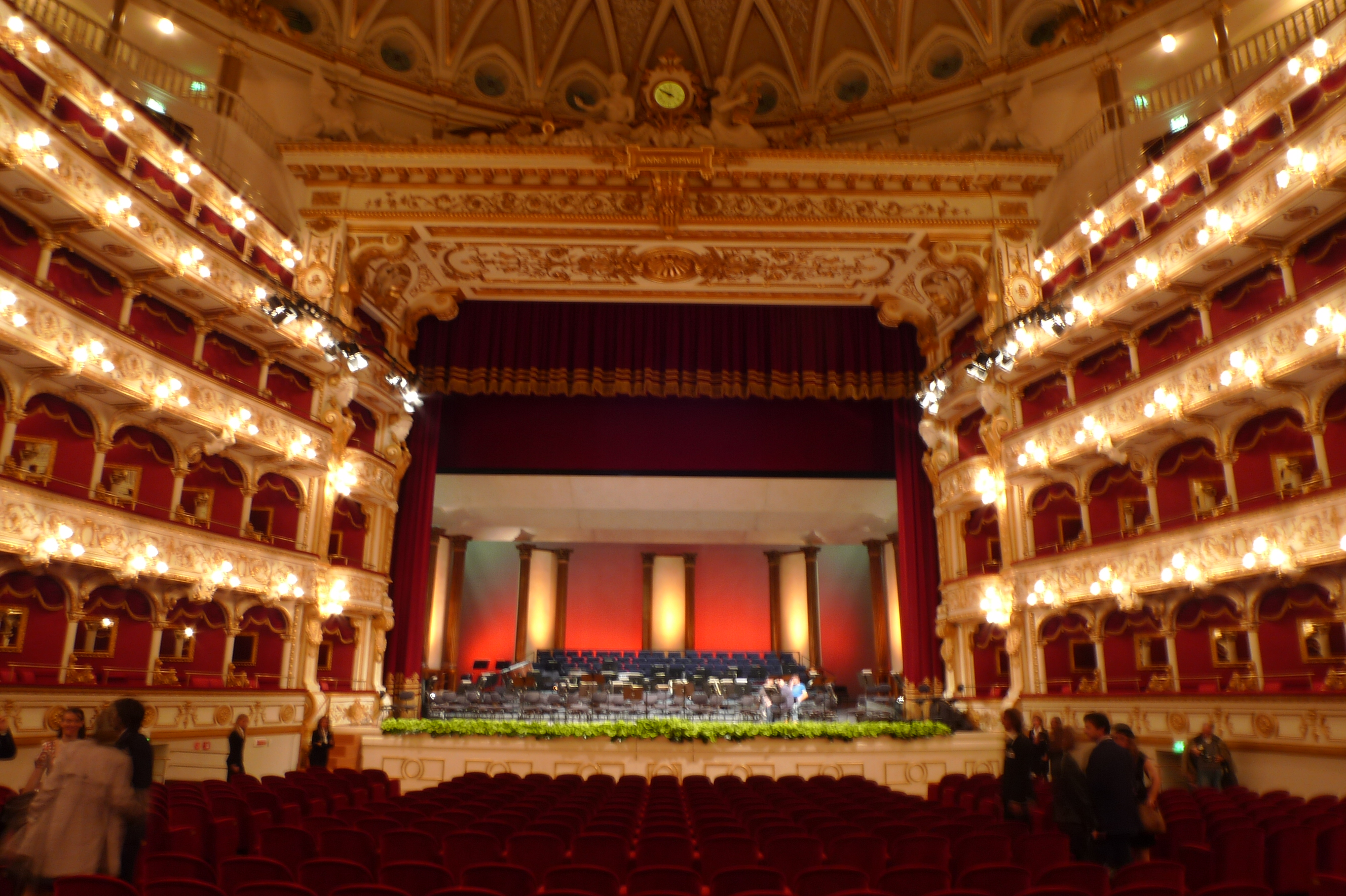
Il Teatro Petruzzelli di Bari ricostruito dopo l'incendio che lo distrusse nel 1991
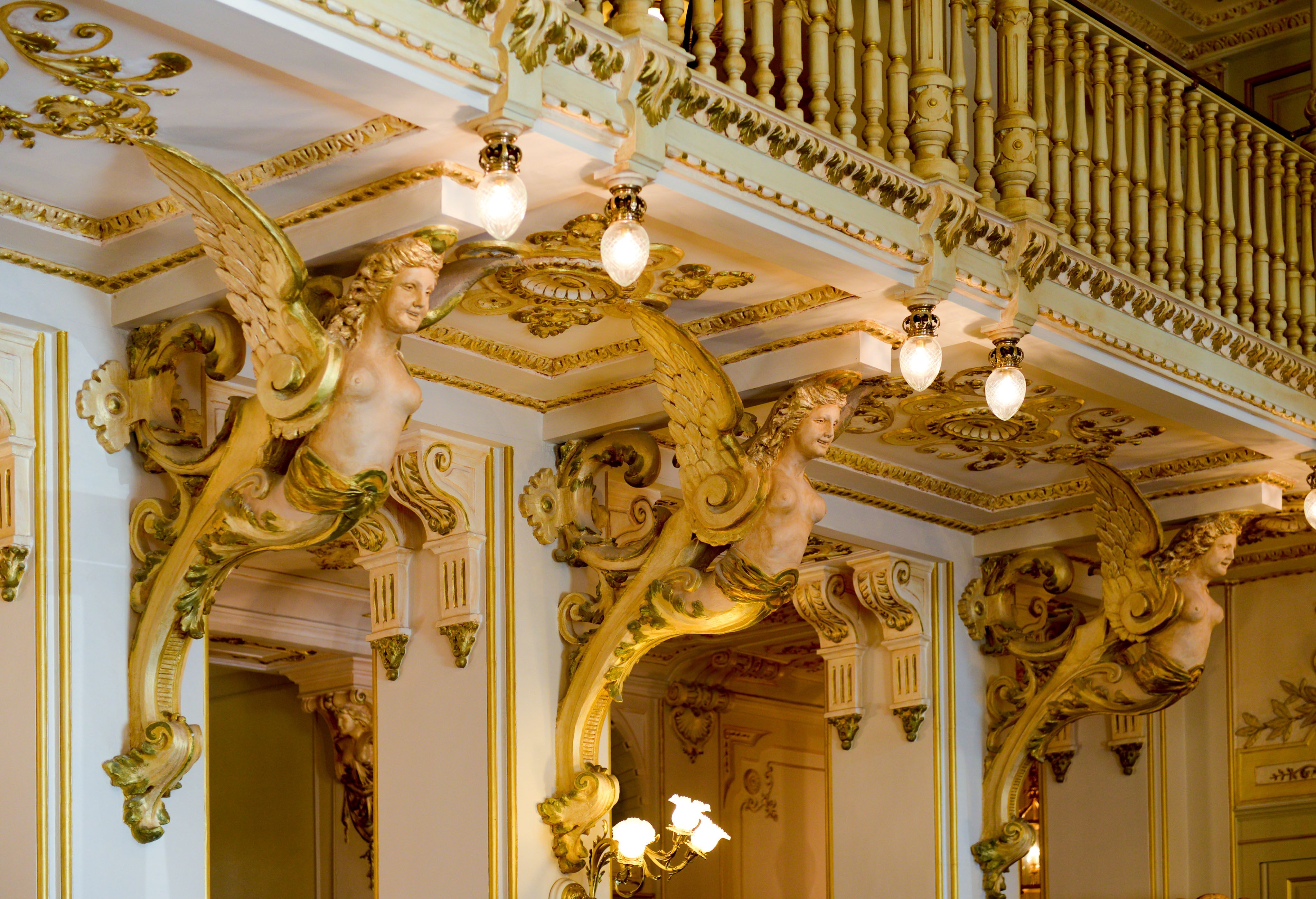
Foyer del Teatro Petruzzelli. Decorazioni ricostruite com'erano nel XIX secolo

L'Associazione culturale Terni Città Futura si mosse nuovamente per sbloccare questa situazione, considerando ulteriormente che, dopo una paventata notizia uscita nel febbraio 2017, gli arredi del teatro furono messi in vendita all'asta comunale  ricavandone solamente 2000 €. Con l'arrivo del 2018 le polemiche nuovamente non portarono a nulla, considerando anche il dissesto finanziario del Comune, ma ci si mosse in favore di una soluzione intermedia tra il Poletti e un teatro contemporaneo. L'insediamento della nuova giunta non dissipò i dubbi e le problematiche, anzi si venne a scoprire, come denunciato dall'associazione Terni Civica, che nel 2015 era stato approvato un vincolo totale sul cinema-teatro Verdi, richiesto dall'allora giunta, che oltretutto non ne aveva fatto comunicazione alla città, nel frattempo impegnata nel dibattito in merito al rifacimento del Poletti. Il “vincolo di interesse culturale” del teatro, attribuito dalla Commissione regionale per il patrimonio culturale dell’Umbria, del MIBACT, bloccò così definitivamente l'idea di una ipotetica ricostruzione nonostante si fosse addirittura ipotizzato un concorso di idee. Mentre si attendeva questo concorso, una gara pubblica, in realtà un progetto per un nuovo teatro moderno era già stato fatto pervenire alla Sovrintendenza che l'aveva appoggiato poiché rispettante i vincoli imposti dal 2015. A inizio ottobre 2019 questo progetto, fortemente voluto dall'assessore Enrico Melasecche, che un tempo era invece per rifare il Poletti, è stato approvato dalla giunta non senza numerose critiche con chi vorrebbe che a Terni si facesse un teatro di qualità. 

## Struttura del teatro polettiano

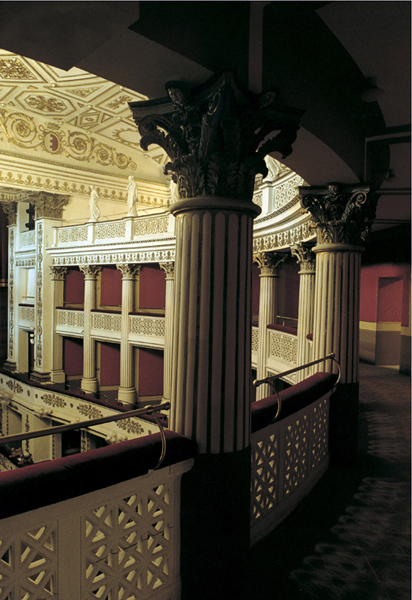
Particolare del Teatro della Fortuna di Fano di Luigi Poletti

Poletti, nel realizzare il Teatro di Terni, si ispirò al gusto tempo, realizzandolo in stile neoclassico. Pressoché identici a quello di Terni, Poletti in seguito realizzerà anche quelli di Rimini e di Fano. Di simile fattura si ricorda anche il Teatro dell'Iride a Petritoli.
Luigi Poletti viene a tutti gli effetti considerato un architetto teatrale. Nei lunghi anni della sua attività si occupò di realizzare progetti che fossero armoniosi, ricercando una purezza delle geometrie, del nitore delle forme, della cura del dettaglio e della rifinitura, dell’eleganza inconfondibile dei profili, un'attenzione alla luce e ai suoi effetti sulle masse sempre modulate e musicali. Sulla progettazione dei teatri fu sempre all'avanguardia per quel tempo, anzi s'interessò lungamente alla loro progettazione, studiando vari testi e visitando molti auditorium barocchi e neoclassici in tutta Europa. In questo senso, egli creò un proprio stile che a oggi rimane inconfondibile: anziché mantenere un'uniformità nello stile, contrario com'era alla ripetitività seriale degli ordini dei palchetti, egli prediligeva spazi ampi e colonnati giganti, ispirandosi ai grandi del passato come nel caso di Luigi Vanvitelli che nello specifico realizzò uno dei più bei teatri d’Europa, il Teatro di Corte della Reggia di Caserta, caratterizzato per l'appunto da ampi spazi e alti colonnati d'ordine corinzio fra un palchetto e l'altro.

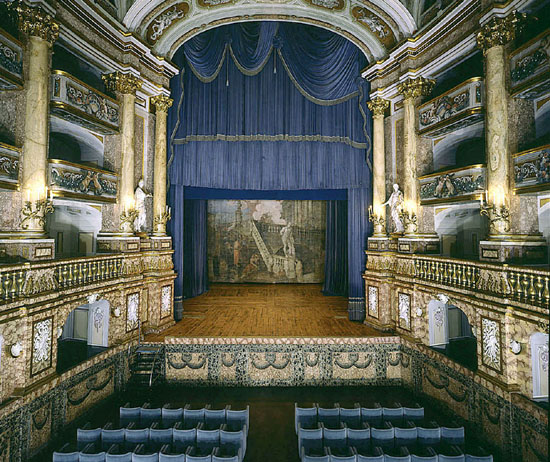
Teatro di Corte della Reggia di Caserta

L'attenzione del Poletti era particolarmente rivolta all'acustica: la pianta circolare dell'auditorium del teatro non era certo casuale, poiché anche Vitruvio indica nel cerchio la figura generale della pianta del teatro, forma bella in sé ma anche la più adatta per la visione e l'ascolto.  Nella conoscenza teorica-pratica del Poletti, gli effetti di sonorità e di sordità dei teatri dipendevano dalla forma della sala, che deve essere a imbuto o a rastremazione, come nei teatri greci e romani, da quella della volta, e infine da espedienti come vasi sonori, pareti vuote, casse armoniche, materiali lignei e simili.

## Struttura dell'antico Teatro Comunale di Terni
Vi si accedeva passando per una scalinata a pronao esastilo di intonazione ionica-toscana, oggi fortunatamente conservato, realizzato su quelle scale che un tempo furono dell'antico Palazzo dei Priori. 
Il perimetro dell'auditorium dell'antico Verdi, sormontato da una volta affrescata, era, come del resto tutti i teatri all'italiana del XIX secolo, a ferro di cavallo. Tutta la sala era governata dalle leggi geometriche di "armonia greca" che miravano alla bellezza estetica e alla perfezione acustica verso la quale Poletti era molto attento.
Presentava quattro ordini di venti palchi e un loggione. Il basamento, di altezza pressoché comune ai teatri tradizionali, a differenza del Teatro Galli di Rimini e del Teatro della Fortuna di Fano, sorreggeva i palchi del primo ordine divisi da normali pareti decorate da tappezzeria. A separare i palchi del secondo e terzo ordine esistevano, come nel caso degli altri due teatri polettiani, delle colonne corinzie che sorreggevano il quarto ordine di palchi. La balaustra del terzo ordine era decorata con un motivo a traforo che alleggeriva l'impalcatura, mentre i parapetti del primo, del secondo e del quarto, erano abbelliti da stucchi decorati. Al quarto ordine di palchi il parapetto era sormontato da statue o cariatidi che sorreggevano il loggione, quest'ultimo interamente aperto nella parte alta fino al soffitto, trasformato in un'ariosa balconata con una leggera balaustra.
Il boccascena, particolarmente alto e ad arco ellittico, era realizzato in muratura, e per evitare un arcoscenico eccessivamente ampio Poletti adotta una soluzione geometrica diversa unendo la curva della sala al palcoscenico con raccordi che sono parti della stessa circonferenza della sala. Il boccascena era decorato da fregi e stucchi, sulla sua sommità, verso la platea e i palchetti, si trovava un orologio presumibilmente sorretto da due putti, mentre a destra e sinistra stavano due grandi figure femminili, vestite in abiti classici, alate, che tenevano una corona rispettivamente nella mano destra e in quella sinistra, certamente raffigurazioni delle muse delle arti. Al di sotto stava ovviamente il grosso sipario di velluto rosso che un tempo era andato a sostituire il primo velario realizzato in occasione dell'inaugurazione del teatro nel 1848, raffigurante scene dell'opera "Saffo" di Pacini, andata in scena proprio all'apertura del Verdi.
La decorazione pittorica del soffitto e degli interni fu realizzata dall'artista perugino Domenico Bruschi che nel ternano aveva affrescato, nel 1866, anche la volta della sala principale e del ridotto del Teatro Sociale di Amelia nonché il telone del palcoscenico raffigurante il leggendario assedio di Amelia da parte di Barbarossa; nel perugino aveva invece dipinto il sipario per il Teatro Francesco Torti di Bevagna e nuovamente un sipario e le varie decorazioni pittoriche per il Teatro Clitunno di Trevi. 
Tutto questo fu distrutto dai bombardamenti della seconda guerra mondiale.